# Sacri Monti de Piamonte y de Lombardía
El Comité para el Patrimonio Mundial de la Unesco, durante la 27a sesión celebrada en París del 30 de junio al 5 de julio de 2003, incluyó en la Lista del Patrimonio Mundial veinticuatro nuevos sitios: entre ellos el sitio denominado Los Sacri Monti de Piamonte y de Lombardía.

## Declaración como patrimonio de la humanidad
Los nueve  sacromontes de Italia septentrional son grupos de capillas y de otros elementos arquitectónicos realizados entre finales del siglo XV y finales del siglo XVII, consagrados a varios aspectos de la fe cristiana. Además de su significado religioso simbólico, son también de una gran belleza gracias a la hábil integración de los elementos arquitectónicos en los paisajes naturales rodeados de colinas, bosques y lagos. Contienen obras de arte muy importantes bajo forma de frescos y de estatuas.
De la lectura de los acontecimientos históricos y de la génesis que acompañó la formación de los Sacromontes, vemos que en la mayor parte de los casos su construcción está vinculada a un Santuario preexistente, lugar consolidado de devoción, sobre todo mariana, dotado, por consiguiente, de una fuerte connotación territorial socio-religiosa y, a veces también de valor histórico, y esto constituye - sobre la base de la relación recíproca que se instaura – una puerta principal, un complemento o una sustitución. Las consagraciones y los temas narrados en cada complejo sufren la influencia de las devociones preexistentes del lugar y del particular momento religioso-cultural de la época de fundación. En Varallo prevalece la vida de Jesucristo, en Orta de San Francisco de Asís, en Oropa de la Virgen María, mientras que en Varese y en Ossuccio es la oración mariana del Rosario que se visualiza en los quince Misterios. Con la intención de recorrer con Cristo las etapas de su Pasión, según el modelo de la Vía Dolorosa recorrida por Jesús en Jerusalén, se transforma el Sacro Monte de Crea y se construyen los Sacromontes Calvario de Domodossola y de Belmonte. En Ghiffa la devoción de la Santísima Trinidad resultará difícil de “contar” y algo abstracta, y en la realización parcial se volverá a un tema más habitual e inmediato como el del Vía Crucis.

## Relación de los sacromontes declarados patrimonio de la humanidad
Sacromontes que forman parte del Sitio reconocido en la Lista del Patrimonio Mundial de la Unesco son:
| Código   | Nombre                                            | Localidad                         | Provincia            | Región    | Coordenadas                                    |
| -------- | ------------------------------------------------- | --------------------------------- | -------------------- | --------- | ---------------------------------------------- |
| 1068-001 | Sacro Monte o Nuova Gerusalemme 1486              | Varallo Sesia                     | Vercelli             | Piamonte  | 45°49′07.0″N 8°15′17.0″E / 45.818611, 8.254722 |
| 1068-002 | Sacro Monte di S.Maria Assunta 1589               | Serralunga di Crea                | Alessandria          | Piamonte  | 45°05′41.0″N 8°16′11.0″E / 45.094722, 8.269722 |
| 1068-003 | Sacro Monte di San Francesco 1590                 | Orta San Giulio                   | Novara               | Piamonte  | 45°47′51.8″N 8°24′39.7″E / 45.797722, 8.411028 |
| 1068-004 | Sacro Monte del Rosario 1604                      | Varese                            | Varese               | Lombardía | 45°51′37.3″N 8°47′35.6″E / 45.860361, 8.793222 |
| 1068-005 | Sacro Monte della Beata Vergine 1617              | Oropa                             | Biella               | Piamonte  | 45°37′43.0″N 7°58′41.0″E / 45.628611, 7.978056 |
| 1068-006 | Sacro Monte della Beata Vergine del Soccorso 1635 | Ossuccio                          | Como                 | Lombardía | 45°58′28.4″N 9°10′10.4″E / 45.974556, 9.169556 |
| 1068-007 | Sacro Monte della SS.Trinità 1646                 | Ghiffa                            | Verbano-Cusio-Ossola | Piamonte  | 45°57′49.0″N 8°36′54.0″E / 45.963611, 8.615000 |
| 1068-008 | Sacro Monte Calvario 1657                         | Domodossola                       | Verbano-Cusio-Ossola | Piamonte  | 46°06′20.0″N 8°17′13.0″E / 46.105556, 8.286944 |
| 1068-009 | Sacro Monte di Belmonte 1712                      | Valperga Canavese (Castellamonte) | Turín                | Piamonte  | 45°22′00.0″N 7°37′53.0″E / 45.366667, 7.631389 |

El Comité del Patrimonio Mundial ha incluido el sitio en la Lista para qué conforme a los siguientes criterios:
- Criterio (ii): La realización de una obra de arquitectura y de arte sagrado en un paisaje natural, con objetivos didácticos y religiosos, alcanzó su más alta expresión en los Sacromontes de Italia septentrional y tuvo una profunda influencia en el desarrollo posterior del fenómeno en el resto de Europa.
- Criterio (iv): Los Sacromontes de Italia septentrional representan la lograda integración entre arquitectura y bellas artes en un paisaje de gran belleza realizados por motivos religiosos en un período crítico de la historia de la Iglesia Católica.

## Otros Sacromontes en los Prealpes
Junto a estos Sacromontes declarados patrimonio de la humanidad hay un buen número de conjunto, situados también cerca de los alpes, que no han sido incluidos en la declaración de la UNESCO, pero de induables interés:
- Sacro Monte di San Carlo ad Arona (NO);
- Sacro Monte del Santuario della Beata Vergine di Loreto a Graglia (BI);
- Sacro Monte del Santuario di San Giovanni Battista d'Andorno a Campiglia Cervo (BI);

- Sacro Monte del Santuario della Madonna del Sasso presso Locarno (Canton Ticino);

- Valletta di Somasca e la via delle cappelle a Vercurago (LC);
- Sacro Monte del Santuario dei Piloni a Montà (CN);
- Sacro Monte del Santuario della Madonna del Cavallero a Coggiola (BI);
- Sacro Monte del Santuario di Sant'Anna di Montrigone a Borgosesia (VC);
- Santuario della Passione a Torricella Verzate (PV);
- Santuario della Via Crucis a Cerveno (BS);
- Sacro Monte Addolorato a Brissago (Canton Ticino);
- Kapellenweg a Saas-Fee (Canton Vallese).